# Колдув
Колдув (пол. Kołdów) — село в Польщі, у гміні Блашки Серадзького повіту Лодзинського воєводства.
Населення — 160 осіб (2011).
У 1975-1998 роках село належало до Серадзького воєводства.

## Демографія
Демографічна структура станом на 31 березня 2011 року:
|          | Загалом | Допрацездатний вік | Працездатний вік | Постпрацездатний вік |
| -------- | ------- | ------------------ | ---------------- | -------------------- |
| Чоловіки | 81      | 12                 | 57               | 12                   |
| Жінки    | 79      | 17                 | 40               | 22                   |
| Разом    | 160     | 29                 | 97               | 34                   |